# مادر فوجیوارا نو میچیتسونا
مادر فوجیوارا نو میچیتسونا (به ژاپنی: 藤原道綱母)؛ ۹۳۵ – ۹۹۵) شاعر، و نویسنده در دوره هی‌آن اهل ژاپن بود.